# I sette sensi della Re'Union
I sette sensi della Re'Union (七星のスバル?, Shichisei no Subaru, lett. "Subaru delle sette stelle"), anche nota come Seven Senses of the Re'Union, è una serie di light novel scritta da Noritake Tao e illustrata da Booota. Sei volumi sono stati pubblicati da Shogakukan, sotto l'etichetta Gagaga Bunko, a partire da agosto 2015. Un adattamento anime è stato annunciato a settembre 2017 e successivamente trasmesso in patria a partire dal 6 luglio 2018.

## Trama
Anno 2034: l’MMORPG Union è uno dei giochi in voga in quel momento. I giocatori che vi partecipano vengono selezionati in base a delle caratteristiche specifiche, chiamate “sensi”, a cui viene poi associata un’abilità nel gioco. La Subaru è una delle gilde più forti, composta da sei amici delle elementari e considerata quasi leggendaria date le sue imprese e la forza dei suoi componenti. Durante lo scontro con un boss, la giocatrice Asahi viene mandata in game-over e quindi eliminata definitivamente dal gioco; una volta tornati alla realtà, i cinque amici vengono a sapere della morte della loro compagna dovuta a un attacco di cuore, apparentemente non collegato al KO nel gioco.
Sei anni più tardi, i ragazzi ormai liceali hanno preso strade diverse. Haruto, ex leader di Subaru, pieno di rimorsi per la morte della compagna, si fa convincere ad aiutare due giocatori inesperti nel gioco appena lanciato, Re’Union, ossia una rielaborazione del vecchio Union. Nel corso della spedizione, egli si imbatte inspiegabilmente nell’avatar di Asahi, che pare essersi persa gli ultimi anni ed essere rimasta al giorno successivo al suo game-over, ignara della propria morte reale. Inizia così per i due un percorso che li porterà alla ricreazione di Subaru e alla scoperta dei segreti legati al gioco e all’apparizione della ragazza.

## Light novel
La serie di light novel è stata scritta da Noritake Tao con le illustrazioni di Booota. Il primo volume è stato pubblicato da Shogakukan, sotto l'etichetta Gagaga Bunko, il 18 agosto 2015 e al 20 settembre 2017 ne sono stati messi in vendita in tutto sei.